# Kamjanka-Buzka
Kamjanka-Buzka (ukrainsk: Кам'янка-Бузька, ukrainsk udtale: [ˈkɑmjɐnkɐ ˈbuzʲkɐ]) er en by i Lviv rajon, Lviv oblast, i det vestlige Ukraine. Den er vært for administrationen af Kamianka-Buzka urban hromada, en af Ukraines hromadaer. Byen var tidligere kendt som Kamjanka Strumilova, og var en distriktsby i Galicien. Fra 1918 til 1939 var den en del af Polen, og kaldet Kamionka Strumiłowa, var hovedstad i et amt i Tarnopol voivodeship. I 2021 havde byen  10.544 indbyggere.
Byen ligger 40 km nordøst for Lviv og 26 km nord for  jernbanestationen i Zadworze. 
Hele området ligger i floden Vistulas afvandingsområde, ved Vestlige Bug.